# Jan Weglarz
Jan Węglarz (Poznań, 1947) è un informatico polacco.
La sua attuale ricerca si concentra sulla ricerca operativa.

## Biografia
Ha studiato presso l'Università di Adam Mickiewicz a Poznań, dove si è laureato in matematica nel 1969, e successivamente presso l'Università di tecnologia di Poznań, quando ha ricevuto il titolo di automatismo nel 1971. Ha iniziato a lavorare lì nel 1971. Ha conseguito un dottorato nel 1974 e l'abilitazione nel 1977. Nel 1988 ha ricevuto il titolo di professore. Membro della Polish Academy of Sciences (Polska Akademia Nauk, PAN), membro-co-fondatore della Polish Information Processing Society ("Polskie Towarzystwo Informatyczne", PTI), membro dell'American Mathematical Society, Operations Research Society of America, membro del Poznan Chapter dell'Accademia delle scienze e delle lettere di Agder. Autore di 12 monografie in informatica, ricerca operativa, teoria delle decisioni, ecc. Autore di oltre 200 articoli. Ha scoperto il cosiddetto metodo a due fasi, ma da quando ha pubblicato la sua scoperta in una rivista polacca, la scoperta è stata ampiamente trascurata all'estero. Ha rifiutato molte offerte per trasferirsi in Occidente e ha optato per il suo gruppo di ricerca in Polonia.
Ha partecipato allo sviluppo dei computer polacchi Elwro.
Nel 1991 è stato insignito della medaglia d'oro EURO, la più alta onorificenza nell'ambito della ricerca operativa in Europa. Nel 2018 ha ricevuto l'EURO Distinguished Service Award. Ha ricevuto le decorazioni di Croce di Cavaliere (1991), Ufficiale (1997) e Comandante (2004) nell'Ordine della Polonia Restituta.
Tra il 1997 e il 1998 è stato Presidente dell'Associazione delle società europee di ricerca operativa.
Ha ricevuto lauree honoris causa da diverse istituzioni polacche: Szczecin University of Technology (Politechnika Szczecińska) (10 dicembre 2001), AGH University of Science and Technology (16 ottobre 2002), Częstochowa University of Technology (Politechnika Częstochowska) (22 aprile 2005) Poznań University of Technology (January 14, 2006),, Poznań University of Technology (14 gennaio 2006), Gdańsk University of Technology (Politechnika Gdańska) (16 aprile 2008), University of Silesia (Uniwersytet Śląski) (2 luglio 2008), University of Zielona Góra (5 giugno 2009).